# HD 66607
HD 66607，又名CP-55 1419，SAO 235690、HR 3161，是一颗恒星，视星等为6.28，位于銀經269.24，銀緯-12.92，其B1900.0坐标为赤經7h 59m 11.4s，赤緯-55° -12.92′ 32″。